# Preisdorf
Preisdorf je naselje v Občini Reißeck v Okraju Špital ob Dravi  na Koroškem v Avstriji.